# Geuleudah
Geuleudah is een bestuurslaag in het regentschap Pidie Jaya van de provincie Atjeh, Indonesië. Geuleudah telt 188 inwoners (volkstelling 2010).